# Nahid Toubia
Nahid Toubia (sinh 1951) là một bác sĩ phẫu thuật người Sudan và nhà hoạt động vì quyền lợi sức khỏe của phụ nữ, chuyên nghiên cứu về cắt âm vật.
Toubia là người đồng sáng lập và giám đốc của RAINBO là Mạng nghiên cứu, hành động và thông tin cho sự liêm chính của phụ nữ. Bà là phó giáo sư tại Đại học Columbia Trường Y tế Công cộng. Bà có chức quyền trong các ủy ban khoa học và tư vấn cho Tổ chức Y tế Thế giới, UNICEF và UNDP. Bà cũng là phó chủ tịch ủy ban cố vấn của Dự án theo dõi quyền phụ nữ của Tổ chức theo dõi Nhân quyền.
Tập trung vào sức khỏe sinh sản và bất bình đẳng giới ở Châu Phi và Trung Đông, Toubia là tác giả hoặc đồng tác giả của một số cuốn sách, bao gồm Women of the Arab World: The Coming Challenge (1988), Female Genital Mutilation: A Call for Global Action (1995) và Female Genital Mutilation: A Guide to Worldwide Laws and Policies (2000).

## Giáo dục
Toubia sinh ra tại Khartoum, Sudan và theo học trường y ở Ai Cập. Năm 1981, bà đã hoàn thành khóa đào tạo phẫu thuật tại Vương quốc Anh, lấy bằng MPhil và bằng Tiến sĩ về Chính sách & Sức khỏe Cộng đồng từ Trường Y học Nhiệt đới và Vệ sinh Luân Đôn. Bà đã trở thành một thành viên của Đại học Phẫu thuật Hoàng gia vào năm 1981, và là nữ bác sĩ phẫu thuật đầu tiên ở Sudan.

## Sự nghiệp và nghiên cứu
Năm 1985, bà trở về Sudan, nơi bà là trưởng khoa phẫu thuật nhi khoa tại Bệnh viện giảng dạy Khartoum, và thành lập phòng khám cấp cứu của riêng mình. Do sự bất ổn chính trị của đất nước, bà trở về Vương quốc Anh và bắt đầu nghiên cứu về cắt xén âm vật nữ (FGM). Từ năm 1990, bà đã làm việc bốn năm tại Hội đồng dân số tại thành phố New York.
Toubia là người sáng lập và chủ tịch của Mạng nghiên cứu, hành động và thông tin vì sự toàn vẹn của phụ nữ (Rainbo), một tổ chức quốc tế hoạt động để loại bỏ FGM thông qua việc tự trao quyền cho phụ nữ và thay đổi xã hội. Tổ chức này có văn phòng tại thành phố New York và London, và làm việc tại Uganda, Nam Phi, Gambia và Nigeria. Rainbo đóng một vai trò nổi bật trong việc thay đổi quan điểm của FGM từ việc trở thành mối quan tâm y tế chủ yếu sang vấn đề nhân quyền.
Năm 2002, Toubia nói với BBC World Service rằng chiến dịch chống FGM về cơ bản là thay đổi ý thức của phụ nữ và trao quyền cho họ thay đổi vị trí xã hội của họ. Bà nói trong khi hầu hết các chính phủ châu Phi, các chuyên gia y tế và NGO có vấn đề trong chương trình nghị sự của họ, thì thách thức lớn nhất là ở cấp cơ sở. Bà nói: "Bằng cách cho phép cắt bộ phận sinh dục [người ta nhận thấy rằng] bạn được nâng lên một cấp độ làm mẹ thuần khiết khác - một thiên chức làm mẹ không bị ô uế bởi tình dục và đó là lý do tại sao người phụ nữ từ bỏ nó để trở thành người phụ nữ trưởng thành. Bằng cách thực hiện nó, vốn là từ phía phụ nữ, nó thực sự trao quyền cho họ. Việc thuyết phục phụ nữ từ bỏ nó khó khăn hơn nhiều so với việc thuyết phục đàn ông thay đổi quan điểm." 

## Tác phẩm tiêu biểu
- Women of the Arab World: The Coming Challenge (1988)
- Female Genital Mutilation: A Call for Global Action (1995)
- with Susan Izett, Learning About Social Change: A Research and Evaluation Guidebook Using Female Circumcision as a Case Study (1999)
- Caring for Women with Circumcision: A Technical Manual for Health Care Providers (1999)
- with Anika Rahman, Female Genital Mutilation: A Guide to Worldwide Laws and Policies (2000)